# Зубков, Леонид Николаевич
Леони́д Никола́евич Зубко́в (1867 — не ранее 1917) — московский врач, доктор медицины, член III Государственной думы от Владимирской губернии.

## Биография
Православный. Потомственный почётный гражданин. Сын иваново-вознесенского фабриканта Николая Федоровича Зубкова. Землевладелец (свыше 400 десятин).
Окончив Московскую частную гимназию Креймана и физико-математический факультет Московского университета по отделению естественных наук с дипломом 1-й степени (1890), поступил на медицинский факультет Московского университета. По окончании медицинского факультета в 1893 году со званием лекаря с отличием и по защите диссертации «О влиянии щелочей на количество выделяющейся мочевой кислоты и об условиях её разложения в организме млекопитающихся» был удостоен степени доктора медицины.
В 1893—1899 годах состоял сверхштатным ординатором, затем ассистентом факультетской клиники, а с 1903 года — ассистентом при кафедре общей патологии Московского университета. Кроме того, был членом правления Товарищества мануфактур «Зубкова Н. Ф. наследники». После провозглашения Октябрьского манифеста был председателем Пречистенского участкового отдела Союза 17 октября и членом Московского центрального комитета партии.
В 1907 году был избран членом III Государственной думы от съезда землевладельцев Владимирской губернии. Входил во фракцию октябристов. Состоял членом комиссий: по рыболовству, о путях сообщения, распорядительной, по исполнению государственной росписи доходов и расходов, а также по рабочему вопросу.
В 1915—1917 годах проживал в Москве по адресу Скатертный переулок, 5. Дальнейшая судьба неизвестна. Был женат.